# My Blue World
My Blue World (в переводе с англ. — «Мой грустный мир») — четвёртый альбом немецкой евродиско-группы Bad Boys Blue, вышедший в 1988 году.

## Об альбоме
My Blue World содержит три хита группы — «A World Without You (Michelle)», «Don’t Walk Away, Susanne» и «Lovers In The Sand». Композиции «Bad Reputation» и «Love Don’t Come Easy» в исполнении Тревора Тэйлора.
Альбом стал последним в дискографии группы, в котором принимал участие Тревор Тэйлор как вокалист.

## Список композиций
1. «A World Without You >Michelle< (Radio Edit)» (3:32)
2. «Don’t Leave Me Now» (6:10)
3. «Bad Reputation» (3:36)
4. «Don’t Walk Away, Suzanne» (3:50)
5. «Love Don’t Come Easy» (3:42)
6. «Lovers In The Sand» (3:46)
7. «Till The End Of Time» (4:22)
8. «Lonely Weekend» (3:38)
9. «Rain In My Heart» (4:12
10. «A World Without You >Michelle< (Classical Mix)» (3:31)